# Пантелей Ценов
Пантелей Ценов Ценов е български офицер, генерал-лейтенант от артилерията.

## Биография
Пантелей Ценов е роден на 19 юли 1858 г. във Видин. Учи във Видинското класно училище. След Освобождението, на 9 август 1878 г. започва военната си служба като канонир (войник артилерист) във 2-ра видинска батарея. По-късно е произведен в чин младши фойеверкер и е командирован във военното училище в София. През 1879 г. завършва в първия випуск, на 5 юли 1879 г. е произведен в чин подпоручик и е зачислен като взводен и батареен командир в 5-а плевенска батарея (1879 – 1883), след което от 1884 г. е младши адютант в Главно артилерийско управление, след това е старши офицер във 2-ри артилерийски полк. На 30 август 1882 г. е произведен в чин поручик, през 1885 г. е назначен за адютант ковчежник на полка 2-ри артилерийски полк, като на 30 август с. г. е произведен в чин капитан. На 15 септември 1885 г. е назначен за командир на 1-ва батарея на 2-ри артилерийски полк.

### Сръбско-българска война (1885)
През Сръбско-българската война (1885) с батареята си се сражава при Пирот. На 5 март 1886 година съгласно Височайши приказ по Българската армия №33 от 29 ноември 1885 година капитан Ценов е награден с Княжеский орден „Свети Александър“ V степен с мечове.
След войната последователно е назначен за командир на 2-ри, 5-и (24 април 1889 – 1 януари 1894), 4-ти артилерийски полк. На 16 ноември 1891 г. като командир на 5-и артилерийски полк е назначен за председател на Русенския военен съд. През 1888 г. е произведен в чин майор, през 1892 г. в чин подполковник и през 1896 г. – в чин полковник. От 1904 г. заема длъжността командир на планинска артилерийска бригада, а от 1906 г. е началник на крепостната артилерия и едновременно с това е инспектор на въоръжението.
На 18 септември 1909 г. е назначен за инспектор на артилерията на мястото на уволнения по собствено желание генерал Никола Рясков, на която длъжност до 15 октомври 1913 г. като през 1910 г. е произведен в чин генерал-майор.

### Балкански войни (1912 – 1913)
През Балканската (1912 – 1913) и Междусъюзническата война (1913) е инспектор на артилерията при щаба на Действащата армия. След демобилизацията на българската армия на 15 октомври 1913 г. по собствено желание се уволнява от армията.

### Първа световна война (1915 – 1918)
По време на Първата световна война (1915 – 1918) е назначен за началник на 1-ва софийска дивизионна област и началник на софийския гарнизон (1916 – 1918). На 30 май 1918 г. е произведен в чин генерал-лейтенант, а на 24 септември с. г. е уволнен от служба. От 1922 до 1923 г. е столичен градоначалник.
От снимката на офицери от 1-ви випуск на Софийското военно училище, направена през 1929 г. на среща по повод 50 години от производството им в офицерски чин, може да съдим, че умира след 1929 година, а не 1926 г., тъй като е посочен на втори ред втори от ляво надясно.

## Военни звания
- Канонир (9 септември 1878)
- Младши фойерверкер (12 октомври 1978)
- Подпоручик (5 юли 1879)
- Поручик (30 август 1882)
- Капитан (30 август 1885)
- Майор (1888)
- Подполковник (1892)
- Полковник (1896)
- Генерал-майор (1910)
- Генерал-лейтенант (30 май 1918)

## Награди
- Военен орден „За храброст“ III степен, 2-ри клас
- Княжеский орден „Св. Александър“ V степен с мечове (5 март 1886)
- Княжеский орден „Св. Александър“ II степен с мечове по средата; III и IV степен без мечове
- Народен орден „За военна заслуга“ III степен на военна лента
- Народен орден „За военна заслуга“ II степен без военно отличие (1921)
- Орден „За заслуга“ на обикновена лента
- Орден „Червен орел“ (Прусия)
- Орден „Железен кръст“ (Германия)